# Kootwijkerbroek
Kootwijkerbroek est un village appartenant à la commune néerlandaise de Barneveld. Le 19 décembre 2014, le village comptait 5245 habitants.